# Piqueti
Piqueti Djassi Brito Silva, souvent abrégé en Piqueti, né le 12 février 1993 à Bissau, est un footballeur international bissaoguinéen, possédant également la nationalité portugaise. Il évolue au poste d'attaquant.

## Carrière

### En club
En janvier 2015, Piqueti est prêté au club du Gil Vicente FC pour la fin de la saison.

### En équipe nationale
Piqueti reçoit sa première sélection en équipe de Guinée-Bissau le 8 octobre 2015, contre le Liberia, dans le cadre des éliminatoires du mondial 2018 (match nul 1-1).
Il fait partie des 23 Djurtus pour la CAN 2017, qui est la première compétition majeure à laquelle participe la sélection. Durant la compétition, lors du deuxième match de groupe face au Cameroun, il inscrit son premier but en sélection. Son but est l'un des plus beaux de la compétition, en effet, il réussit une chevauchée où il élimine 3 Camerounais avant de marquer. Malgré ça, la Guinée Bissau s'incline (2-1).

## Statistiques
| Saison                | Club                  | Championnat           | Championnat | Championnat | Coupe(s) nationale(s) | Coupe(s) nationale(s) | Guinée-Bissau | Guinée-Bissau | Total | Total |
| Saison                | Club                  | Division              | M.          | B.          | M.                    | B.                    | M.            | B.            | M.    | B.    |
| 2012-2013             | SC Braga rés.         | Segunda Liga          | 23          | 3           | -                     | -                     | -             | -             | 23    | 3     |
| 2013-2014             | SC Braga rés.         | Segunda Liga          | 29          | 3           | -                     | -                     | -             | -             | 29    | 3     |
| 2013-2014             | SC Braga              | Liga ZON Sagres       | 4           | 1           | 1                     | 0                     | -             | -             | 5     | 1     |
| 2014-2015             | SC Braga rés.         | Segunda Liga          | 21          | 2           | -                     | -                     | -             | -             | 21    | 2     |
| 2014-2015             | Gil Vicente FC (prêt) | Liga ZON Sagres       | 3           | 0           | -                     | -                     | -             | -             | 3     | 0     |
| 2015-2016             | SC Braga rés.         | Segunda Liga          | 28          | 3           | -                     | -                     | 5             | 0             | 33    | 3     |
| 2016-2017             | SC Braga rés.         | Segunda Liga          | 1           | 0           | -                     | -                     | -             | -             | 1     | 0     |
| Total sur la carrière | Total sur la carrière | Total sur la carrière | 109         | 12          | 1                     | 0                     | 5             | 0             | 115   | 12    |